# Caloptilia quadripunctata
Caloptilia quadripunctata là một loài bướm đêm thuộc họ Gracillariidae. Nó được tìm thấy ở Bắc Kinh (Trung Quốc).